# Petr Rumjancev
Petr Alexandrovič Rumjancev-Zadunajskij (též Pjotr; Пётр Алекса́ндрович Румя́нцев-Задунайский; 4. lednajul./ 15. ledna 1725greg.–8. prosincejul./ 19. prosince 1796greg.) byl ruský hrabě, maršál, guvernér a jeden z nejvýznamnějších ruských vojevůdců 18. století. Jménem císařovny Kateřiny Veliké spravoval Malorusko (tj. Ukrajinu) od zrušení kozáckého hetmanátu v roce 1764 až do Kateřininy smrti o 32 let později. Památníky jeho vítězství jsou Kagulův obelisk v Carském Selu (1772), Rumjancevův obelisk na Vasiljevském ostrově (1798–1801) a řada Deržavinových ód.

## Život
Petr byl jediným synem hraběte Alexandra Rumjanceva a Marie, dcery a dědičky hraběte Andreje Matvějeva. Jelikož jeho matka trávila hodně času ve společnosti Petra Velikého, šeptalo se, že mladý Rumjancev je nemanželským synem panovníka. Byl pojmenován po vládnoucím císaři, který byl jeho kmotrem. Jeho sestrou byla Praskovja Bruce, důvěrnice Kateřiny Veliké.
Petr Alexandrovič poprvé sloužil v armádě se svým otcem Alexandrem ve švédské válce (1741–1743). Osobně císařovně přivezl mírovou smlouvu z Aba, kterou jeho otec uzavřel v roce 1743. Poté byl povýšen do hodnosti plukovníka.
Jako voják se poprvé proslavil ve velkých bitvách sedmileté války (1756–1763), a sice u Gross-Jägersdorfu (1757) a Kunersdorfu (1759). V roce 1761 oblehl a dobyl pomořanskou pevnost Kolberg,  a tak otevřel ruským armádám cestu do Berlína.

### První rusko-turecká válka

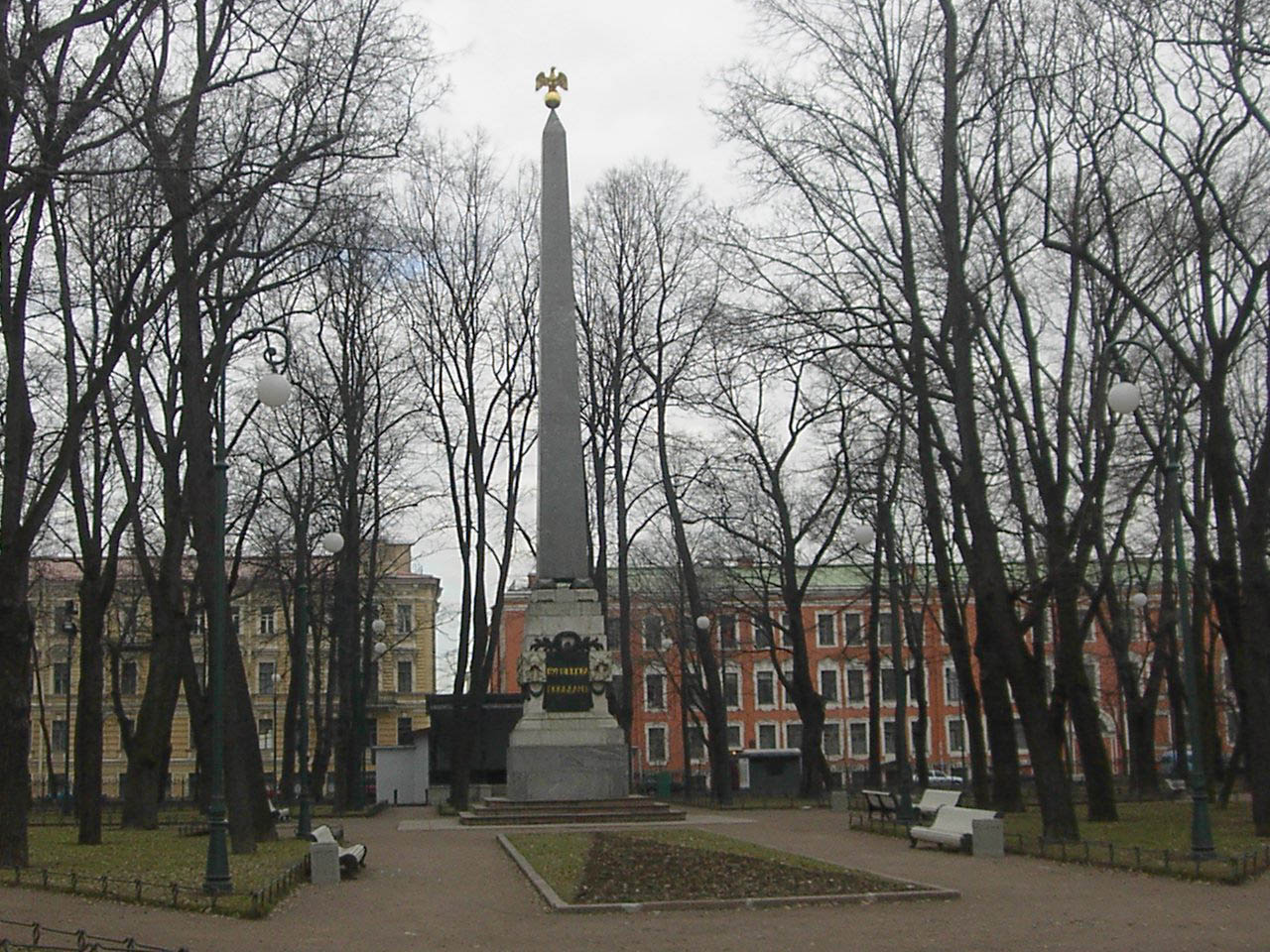
Rumjancevův obelisk (1799–1801)

Po celou dobu vlády Kateřiny Veliké sloužil Rumjancev jako guvernér Maloruska. Na tomto postu, který poctivě zastával už jeho otec, Rumjancev považoval za svou prioritu omezit autonomii hejtmanů a plně začlenit nově dobytá území do Ruské říše. Někteří ho obviňují z podpory nevolnictví v Novém Rusku, ale na to ve skutečnosti neměl vliv.
Po vypuknutí rusko-turecké války v roce 1768 převzal Rumjancev velení nad armádou vyslanou dobýt Azov. Turky porazil na hlavu v bitvách Largy a Kahulu, překročil Dunaj a postoupil k Rumunsku. Za tato oslnivá vítězství se stal polním maršálem a získal titul Zadunajskij (tj. „Zadunajský“). Když se jeho armády v roce 1774 přiblížily k Šumenu, nový sultán Abdulhamid I. podlehl panice a žádal o mír, který Rumjancev podepsal na vojenském bubnu v jisté vesnici (smlouva z Küçük Kaynarca).

### Druhá rusko-turecká válka
Od té chvíle se Rumjancev nepochybně stal nejslavnějším ruským vojevůdcem. Ostatní Kateřinini generálové, zejména Potěmkin, údajně žárlili tak, že mu nedovolili znovu převzít velení. V dobách míru vyslovil Rumjancev své inovativní názory na válečné umění v textech Pokyny (1761), Obyčeje vojenské služby (1770) a Myšlenky (1777). Tyto práce poskytly teoretický základ pro reorganizaci ruské armády provedenou Potěmkinem.
Během druhé rusko-turecké války Rumjancev podezříval Potěmkina, že záměrně zdržuje dodávky pro Rumjancevovu armádu, a proto se vzdal velení. V polském tažení v roce 1794 byl znovu jmenován vrchním velitelem, ale ve skutečnosti armády do bitvy vedl jeho rival Suvorov. Rumjancev se tehdy neobtěžoval ani opustit své ukrajinské panství v Tašanu, které přestavěl na pevnost. Zemřel tam 19. prosince 1796, jen něco málo přes měsíc po Kateřině smrti, a byl pohřben v kyjevské Pečerské lávře.

### Závěr života
Starý Rumjancev prý nesmírně ztloustl a zlakotněl, takže předstíral, že nezná své vlastní syny, když ho přišli z hlavního města prosit o peníze. Pod vlastnictvím jeho syna Sergeje se Tašan stal ruinou, přestože syn poblíž Balašichy postavil mauzoleum pro pohřeb svého otce, který se však nikdy neuskutečnil. Sergej ani jeho bratr Nikolaj se neoženili a hraběcí větev rodu Rumjancevů po jejich smrti vymřela.